# Antonio Arango Valdés
Ramón Antonio Arango Valdés (Cudillero, 1837 - Pravia, 1859) fue un escritor español de estilo romántico.

## Biografía
Nació, en Cudillero, el 15 de marzo de 1837 y murió, en Pravia, el 28 de noviembre de 1859, con tan solo veintidós años. El lugar de nacimiento de Antonio Arango fue objeto de una polémica entre Juan Bances Conde y Agustín Bravo. El primero escribió, en 1895, en la parte dedicada a Pravia dentro de Asturias de Bellmunt y Canella que "vivió y murió praviano".  Pasados cinco años, en 1900, al editarse la sección de Cudillero, a cargo del segundo, este da muestras del malestar que le causó la afirmación de Bances al calificarla de "notable egoísmo".  
Antonio Arango fue el segundo hijo de Vicente Arango Valdés y Meré, originario de Sandamías, donde tenía su casa solariega, y vecino de Pravia, y de Ramona Albuerne, natural de Cudillero, que murió en octubre de 1837, a los siete meses del nacimiento del poeta. La primera hija del matrimonio, nacida en Cudillero, el 3 de marzo de 1833, fue María de la Concepción Celedonia Arango Valdés Albuerne, que dio nombre a la fuente que está junto a la Colegiata de Pravia, la "fuente de doña Concha", porque está adosada a la pared de lo que fue su finca.
Estudió en la Universidad de Oviedo, donde se licenció en derecho civil y canónico, el equivalente a los estudios secundarios. A comienzos de 1858, se trasladó a Madrid para acabar los estudios de leyes e introducirse en los ambientes literarios, donde se encuentra y trabaja con su amigo Evaristo Escalera, en el diario La Iberia. Meses después, gravemente enfermo de tuberculosis, regresa a Pravia, donde fallece al poco tiempo. Fue enterrado en el panteón familiar del antiguo cementerio de Pravia.

## Obra
A los diecisiete años, en 1854, empieza su carrera literaria, durante la que utiliza en ocasiones el seudónimo de Simbad el Marino, con la publicación de poemas, cuentos, críticas y crónicas de costumbres en varios periódicos de la época. Durante su etapa universitaria es cofundador, con el mencionado Evaristo Escalera y Gonzalo Castañón de La Tradición, semanario de literatura y colabora en El Invierno. También escribe en  Revista de Asturias, El centinela de Asturias y el semanario El Nalón, "órgano de expresión estética del rezagado romanticismo asturiano".
Gran parte de la obra de Antonio Arango aparece dispersa, pues, en las numerosas revistas y periódicos que vieron la luz en Asturias en esa época. En torno a ellas surge un grupo de escritores, entre los que se encuentran Antonio Cuervo Castrillón, Micaela de Silva, Nicolás Caunedo, Robustiana Armiño, José M.ª Albuerne, Antonio García del Canto, Timoteo García del Real, Emilia Mijares y el propio Antonio Arango.  
En 1859, el mismo año de su muerte, publica  Ayes perdidos y Suspiros del alma. 
Álvaro Ruiz de la Peña lo considera uno de los tres mejores poetas románticos asturianos, junto a Ceferino Suárez Bravo y Miguel Menéndez Arango y el mencionado Juan Bances Conde, escribe: "Poeta facilísimo, periodista de mérito, espíritu liberal y joven de grandes alientos, que la muerte tan respetuosa con los mentecatos, nos arrebató cuando todos teníamos puestas en él fundadas y legítimas esperanzas."